# ニピシング地区
ニピシング地区（ニピシングちく、英: Nipissing District）は、カナダのオンタリオ州北部に位置する地方行政区のひとつ。オンタリオ州北部の他の地区と同様に、行政は直接、州政府及び各市町村によって行われている。1858年に設立された。

## 主な都市
- ノースベイ （North Bay）
- テマガミ （Temagami）
- ウェストニピシング （West Nipissing）

## ファースト・ネーション居留地
- ニピッシング・ファースト・ネーションズ